# Nemoura longilobata
Nemoura longilobata är en bäcksländeart som beskrevs av Tatemi Shimizu 1997. Nemoura longilobata ingår i släktet Nemoura och familjen kryssbäcksländor. Inga underarter finns listade i Catalogue of Life.